# Rudolf Szura
Rudolf Szura (ur. 2 listopada 1908 w Dębicy, zm. 6 października 1986) – polski sędzia i adwokat, poseł na Sejm PRL IV (1965–1969), V (1969–1972) i VI kadencji (1972–1976).

## Życiorys
Syn Szymona i Franciszki. Po ukończeniu szkoły średniej w Dębicy objął funkcję podprokuratora Sądu Okręgowego w Jaśle oraz kształcił się na Wydziale Prawa Uniwersytetu Jagiellońskiego. Po ukończeniu aplikacji adwokackiej i sądowej zatrudniony w charakterze asesora sądowego w Tyczynie, później w Sanoku. 
W 1945 podjął pracę w Ministerstwie Sprawiedliwości organizował prokuraturę okręgową na Podkarpaciu (w Krośnie), był również zastępcą prokuratora Sądu Okręgowego we Wrocławiu. Pracował w Głównej Komisji Badania Zbrodni Niemieckich w Polsce, wykładał w Szkole Prawniczej Ministerstwa Sprawiedliwości we Wrocławiu. Po przeniesieniu na Kielecczyznę organizował prokuraturę Sądu Apelacyjnego w Kielcach, pełnił obowiązki wiceprokuratora wojewódzkiego i naczelnika wydziału sądowego. Od 1955 prowadził własną praktykę adwokacką. Był wiceprezesem Naczelnego Trybunału Administracyjnego.
W 1946 wstąpił do Stronnictwa Demokratycznego. W 1949 został najpierw sekretarzem, a następnie wiceprzewodniczącym Wojewódzkiego Komitetu tej partii w Kielcach (był nim do 1951), zaś w latach 1951–1973 był przewodniczącym WK. Od 1949 do 1965 zasiadał w Wojewódzkiej Radzie Narodowej w Kielcach. W 1965 został wybrany na posła w okręgu Busko-Zdrój, pracował w Komisji Wymiaru Sprawiedliwości jako jej wiceprzewodniczący. W V kadencji Sejmu (1969–1972) był reprezentantem okręgu Końskie (zasiadał w tej samej Komisji), w VI – okręgu Ostrowiec Świętokrzyski (pracował w Komisjach Handlu Zagranicznego i Prac Ustawodawczych). Pełnił funkcje w aparacie centralnym SD, był członkiem Centralnego Komitetu (1961–1973). 
Odznaczony m.in. Orderem Sztandaru Pracy II klasy, Krzyżem Kawalerskim Orderu Odrodzenia Polski, Złotym Krzyżem Zasługi (1951), Medalem 10-lecia Polski Ludowej (1955), Brązowym Medalem Za zasługi dla obronności kraju, Odznaką „Zasłużonemu Działaczowi Stronnictwa Demokratycznego” oraz Odznaką 1000-lecia Państwa Polskiego. 
Zmarł jesienią 1986, został pochowany na cmentarzu Starym w Kielcach.